# Vitray-en-Beauce
Vitray-en-Beauce är en kommun i departementet Eure-et-Loir i regionen Centre-Val de Loire strax norr om centrala Frankrike. Kommunen ligger i kantonen Bonneval som tillhör arrondissementet Châteaudun. År 2022 hade Vitray-en-Beauce 353 invånare.

## Befolkningsutveckling
Antalet invånare i kommunen Vitray-en-Beauce
Referens:INSEE